# Kasper Kusk
Kasper Kusk Vangsgaard (Aalborg, 10 november 1991) is een Deens voetballer die bij voorkeur als vleugelspeler speelt. Hij verruilde in januari 2018 FC Kopenhagen voor Aalborg BK.

## Clubcarrière
Kusk werd op zijn veertiende opgenomen in de jeugdopleiding van Aalborg BK. Op 21 augustus 2010 debuteerde hij voor het eerste elftal daarvan in de Superligaen, tegen Esbjerg fB. Zijn prestaties tijdens het seizoen 2012/13 werden beloond met een contractverlenging, een oproep voor het Deens nationaal elftal en interesse van diverse clubs als Lille OSC, RSC Anderlecht en Crystal Palace.
Kusk tekende in 2014 een contract tot medio 2018 bij FC Twente. Hier voldeed hij niet aan de verwachtingen en speelde hij meer in het jeugdteam van in de hoofdmacht. Vlak voor het einde van zijn eerste jaar in Nederland tekende hij daarop een vijfjarig contract bij FC Kopenhagen, waarmee hij per 1 juli 2015 terug mocht keren naar Denemarken. Eind januari 2018 keerde hij terug bij Aalborg BK.

### Carrièrestatistieken
| Seizoen                     | Club            | Land            | Competitie      | Competitie | Competitie | Beker | Beker | Internationaal | Internationaal | Overig | Overig | Totaal | Totaal |
| Seizoen                     | Club            | Land            | Competitie      | Wed.       | Dlp.       | Wed.  | Dlp.  | Wed.           | Dlp.           | Wed.   | Dlp.   | Wed.   | Dlp.   |
| --------------------------- | --------------- | --------------- | --------------- | ---------- | ---------- | ----- | ----- | -------------- | -------------- | ------ | ------ | ------ | ------ |
| 2010/11                     | Aalborg BK      | Denemarken      | Superligaen     | 2          | 0          | 0     | 0     | 0              | 0              | 0      | 0      | 2      | 0      |
| 2011/12                     | Aalborg BK      | Denemarken      | Superligaen     | 12         | 1          | 0     | 0     | 0              | 0              | 0      | 0      | 12     | 1      |
| 2012/13                     | Aalborg BK      | Denemarken      | Superligaen     | 33         | 8          | 2     | 1     | 0              | 0              | 0      | 0      | 35     | 9      |
| 2013/14                     | Aalborg BK      | Denemarken      | Superligaen     | 33         | 12         | 6     | 5     | 2              | 0              | 0      | 0      | 41     | 17     |
| 2014/15                     | FC Twente       | Nederland       | Eredivisie      | 10         | 0          | 2     | 0     | 2              | 0              | 0      | 0      | 14     | 0      |
| 2015/16                     | FC Kopenhagen   | Denemarken      | Superligaen     | 24         | 6          | 5     | 1     | 4              | 1              | 0      | 0      | 33     | 8      |
| 2016/17                     | FC Kopenhagen   | Denemarken      | Superligaen     | 30         | 6          | 4     | 3     | 7              | 0              | 0      | 0      | 41     | 9      |
| 2017/18                     | FC Kopenhagen   | Denemarken      | Superligaen     | 13         | 1          | 1     | 1     | 6              | 0              | 0      | 0      | 20     | 2      |
| 2017/18                     | Aalborg BK      | Denemarken      | Superligaen     | 17         | 3          | 1     | 0     | 0              | 0              | 0      | 0      | 18     | 3      |
| 2018/19                     | Aalborg BK      | Denemarken      | Superligaen     | 33         | 5          | 2     | 0     | 0              | 0              | 0      | 0      | 37     | 5      |
| 2019/20                     | Aalborg BK      | Denemarken      | Superligaen     | 32         | 5          | 5     | 6     | 0              | 0              | 0      | 0      | 37     | 13     |
| 2020/21                     | Aalborg BK      | Denemarken      | Superligaen     | 31         | 4          | 2     | 1     | 0              | 0              | 0      | 0      | 32     | 5      |
| 2021/22                     | Aalborg BK      | Denemarken      | Superligaen     | 1          | 1          | 0     | 0     | 0              | 0              | 0      | 0      | 1      | 1      |
| Carrière totaal             | Carrière totaal | Carrière totaal | Carrière totaal | 271        | 52         | 30    | 18    | 21             | 1              | 0      | 0      | 323    | 73     |
| Bijgewerkt op 27 maart 2020 |                 |                 |                 |            |            |       |       |                |                |        |        |        |        |

## Erelijst

### MetAalborg BK
| Nationaal                   |    |         |
| Landskampioen Denemarken    | 1x | 2013/14 |
| Winnaar Deense voetbalbeker | 1x | 2013/14 |

## Interlandcarrière
Kusk maakte zijn debuut voor het Deens nationaal elftal op 5 mei 2013 in een vriendschappelijke interland tegen Georgië. In de 79e minuut was hij de vervanger van Lasse Schøne. Op 15 oktober 2013 speelde hij zijn eerste interland waarin iets op het spel stond, een WK-kwalificatiewedstrijd tegen Malta.
| Interlands van Kasper Kusk voor Denemarken | Interlands van Kasper Kusk voor Denemarken | Interlands van Kasper Kusk voor Denemarken | Interlands van Kasper Kusk voor Denemarken | Interlands van Kasper Kusk voor Denemarken | Interlands van Kasper Kusk voor Denemarken | Interlands van Kasper Kusk voor Denemarken |
| №                                          | Datum                                      | Wedstrijd                                  | Uitslag                                    | Soort wedstrijd                            | Doelpunten                                 |                                            |
| Als speler bij Aalborg BK                  | Als speler bij Aalborg BK                  | Als speler bij Aalborg BK                  | Als speler bij Aalborg BK                  | Als speler bij Aalborg BK                  | Als speler bij Aalborg BK                  | Als speler bij Aalborg BK                  |
| ------------------------------------------ | ------------------------------------------ | ------------------------------------------ | ------------------------------------------ | ------------------------------------------ | ------------------------------------------ | ------------------------------------------ |
| 1.                                         | 5 juni 2013                                | Denemarken – Georgië                       | 2 – 1                                      | Vriendschappelijk                          | 0                                          |                                            |
| 2.                                         | 14 augustus 2013                           | Polen – Denemarken                         | 3 – 2                                      | Vriendschappelijk                          | 0                                          |                                            |
| 3.                                         | 15 oktober 2013                            | Denemarken – Malta                         | 6 – 0                                      | Kwalificatie WK 2014                       | 0                                          |                                            |
| 4.                                         | 15 november 2013                           | Denemarken – Noorwegen                     | 2 – 1                                      | Vriendschappelijk                          | 0                                          |                                            |
| 5.                                         | 5 maart 2014                               | Engeland – Denemarken                      | 1 – 0                                      | Vriendschappelijk                          | 0                                          |                                            |
| 6.                                         | 22 mei 2014                                | Hongarije – Denemarken                     | 2 – 2                                      | Vriendschappelijk                          | 0                                          |                                            |
| 7.                                         | 28 mei 2014                                | Denemarken – Zweden                        | 1 – 0                                      | Vriendschappelijk                          | 0                                          |                                            |